# Проспект Добролюбова
Проспе́кт Добролю́бова — проспект в Петроградском районе Санкт-Петербурга. Проходит от Кронверкского проспекта до Большого проспекта Петроградской стороны.

## История

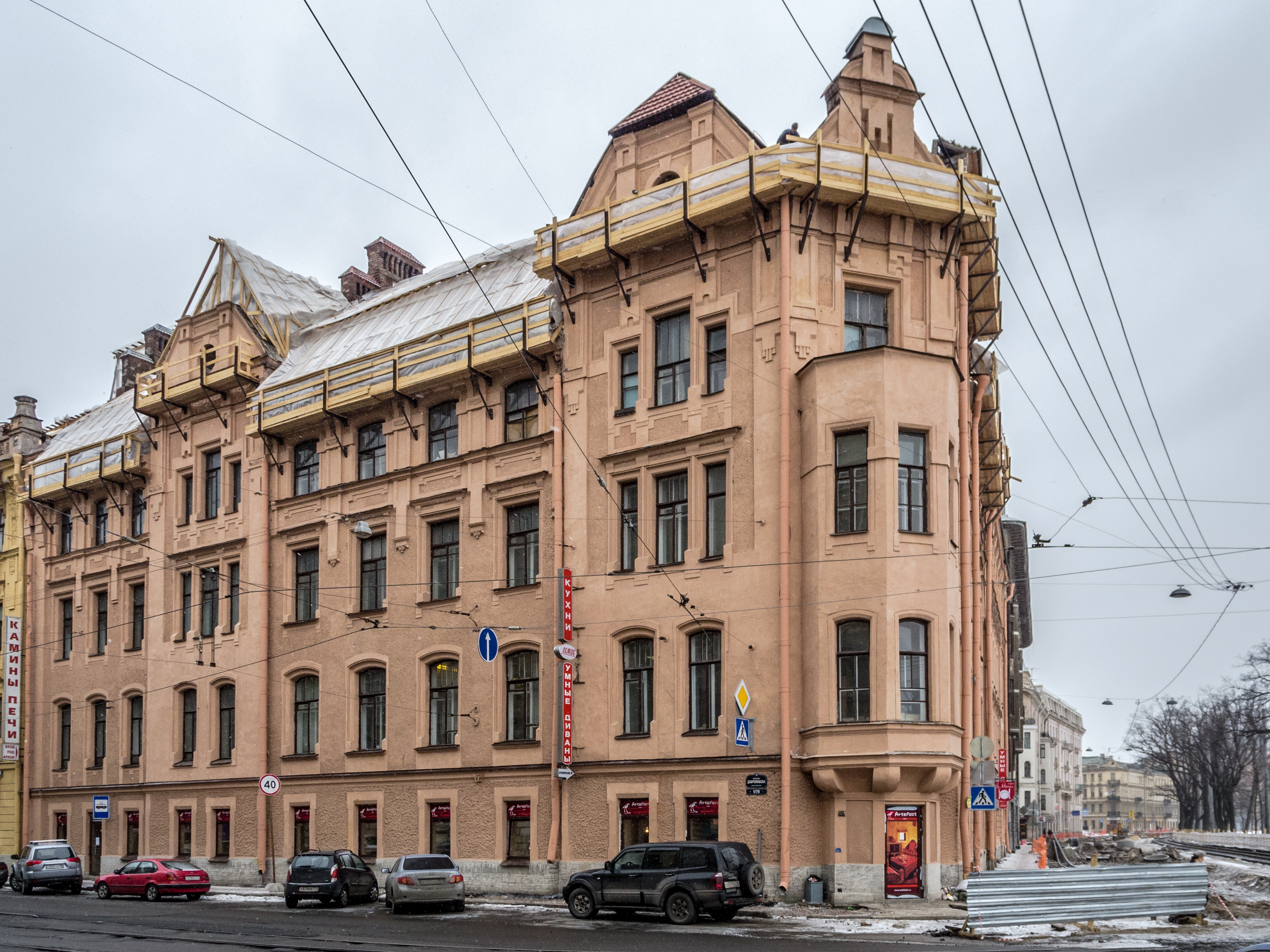
Проспект Добролюбова, дом 1

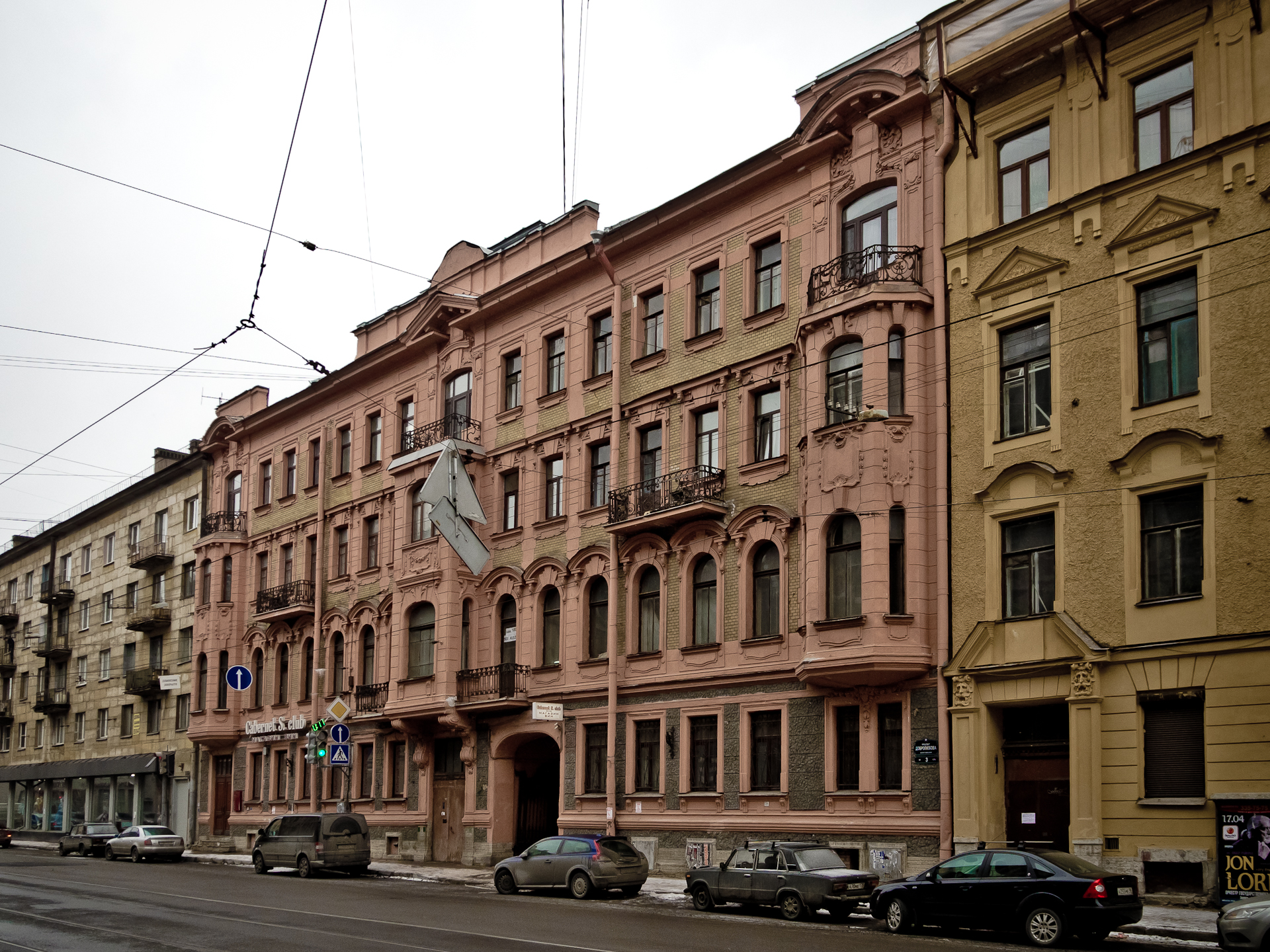
Проспект Добролюбова, дом 3

Дом № 6 по проспекту Добролюбова, снесённый в 2008 году

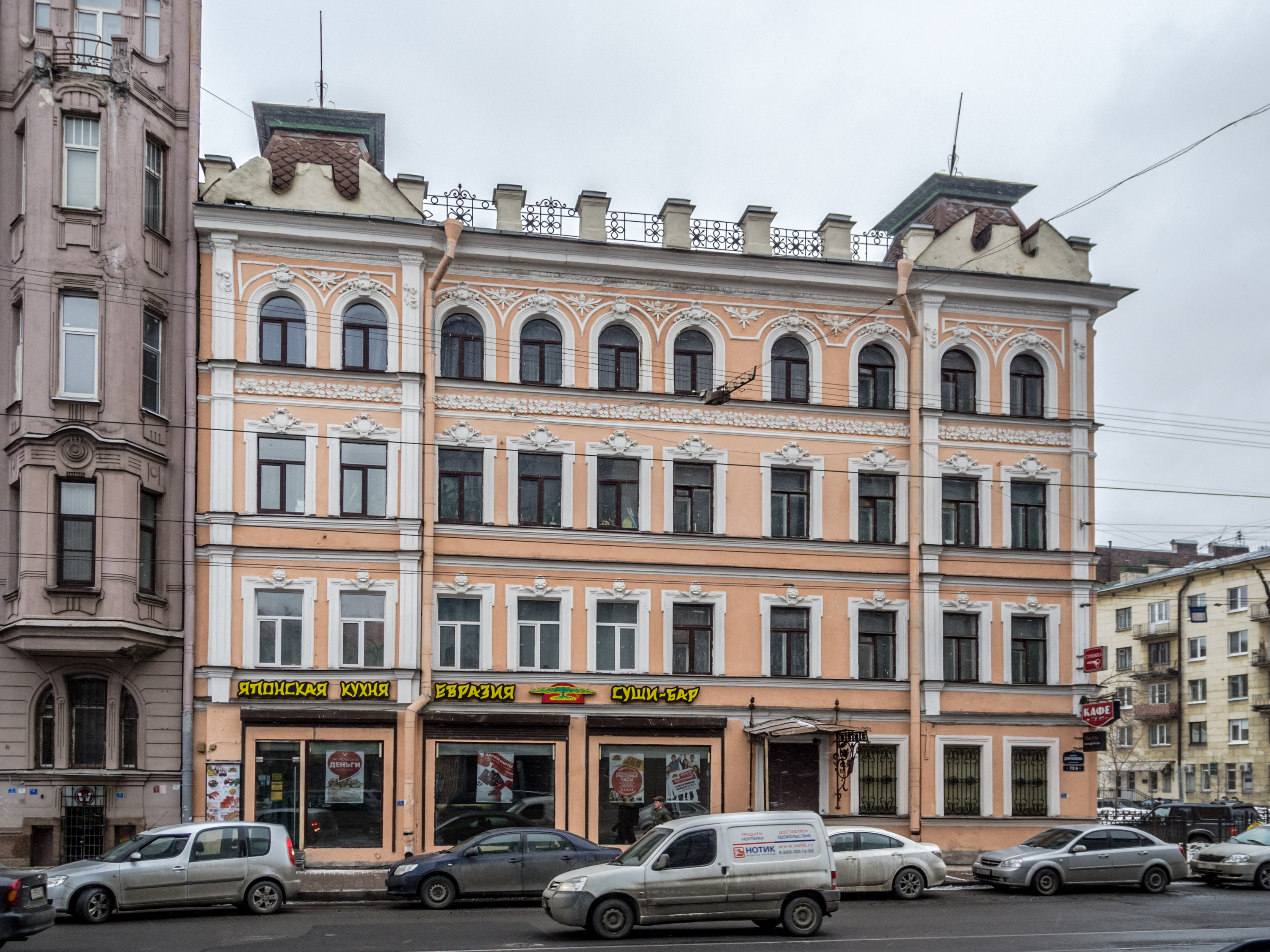
Проспект Добролюбова, дом 7

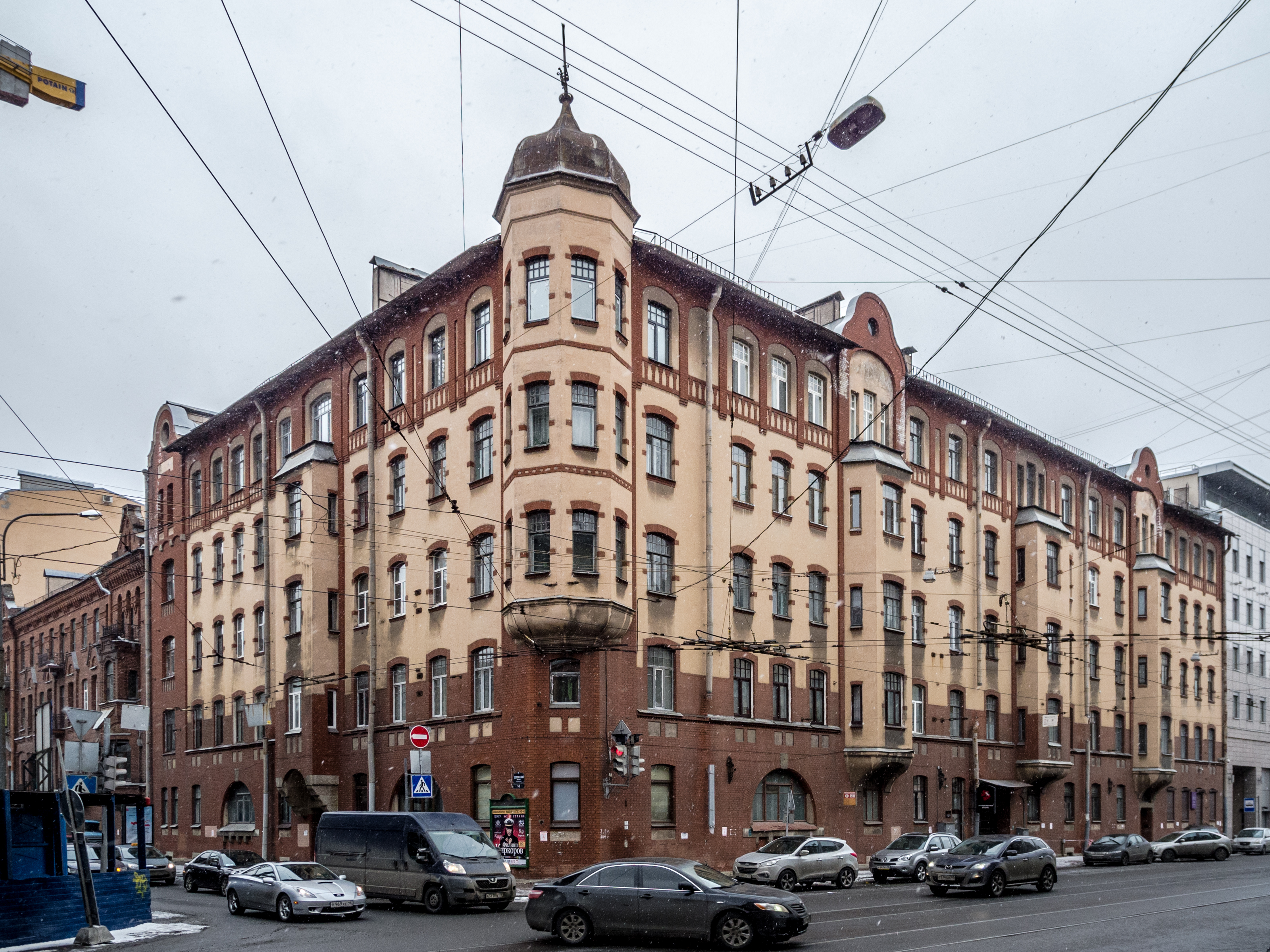
Проспект Добролюбова, дом 8

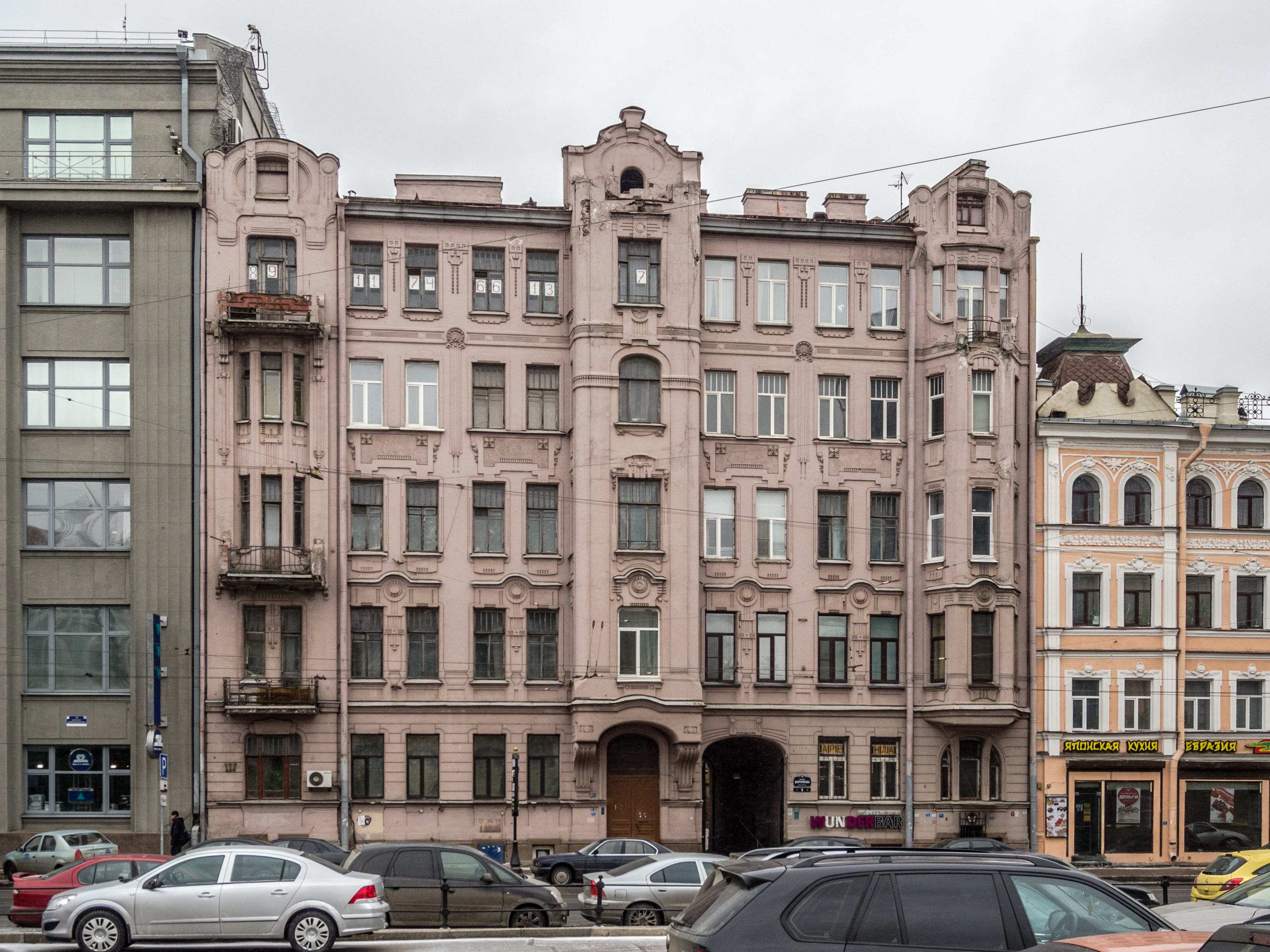
Проспект Добролюбова, дом 9

Дом № 12 по проспекту Добролюбова, снесённый в 2005 году

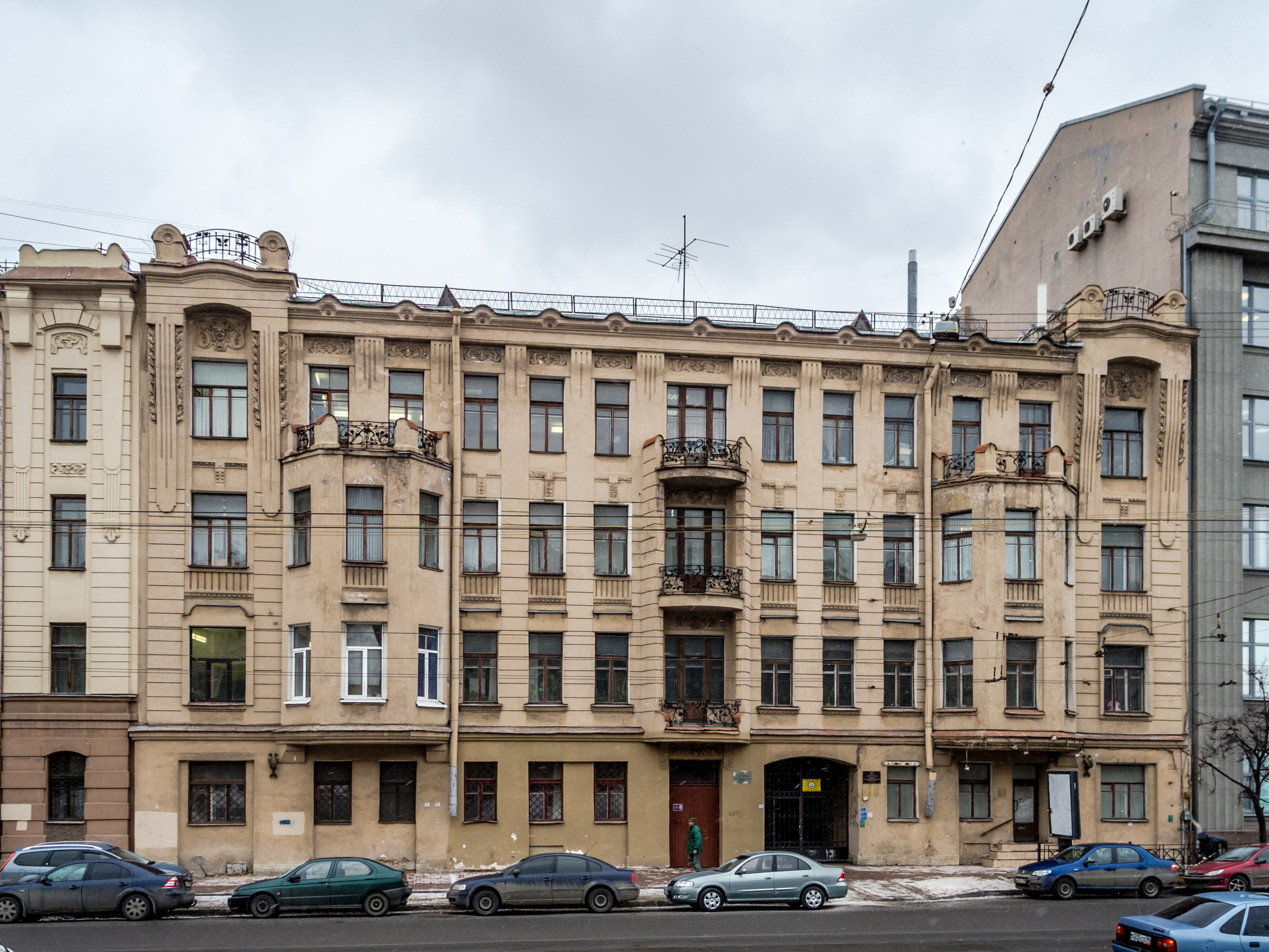
Проспект Добролюбова, дом 13

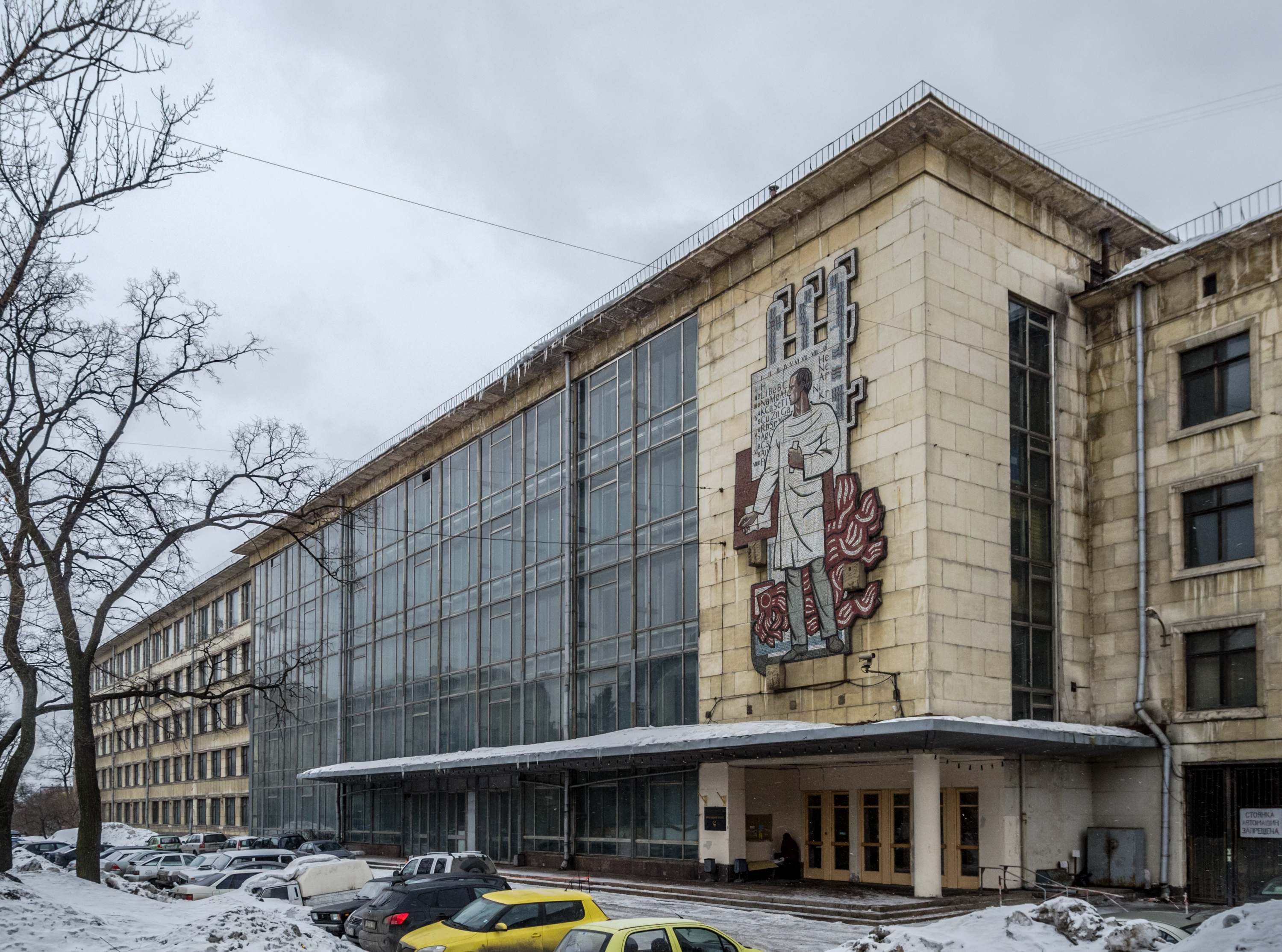
Здание РНЦ «Прикладная химия». Снесено в 2012 году

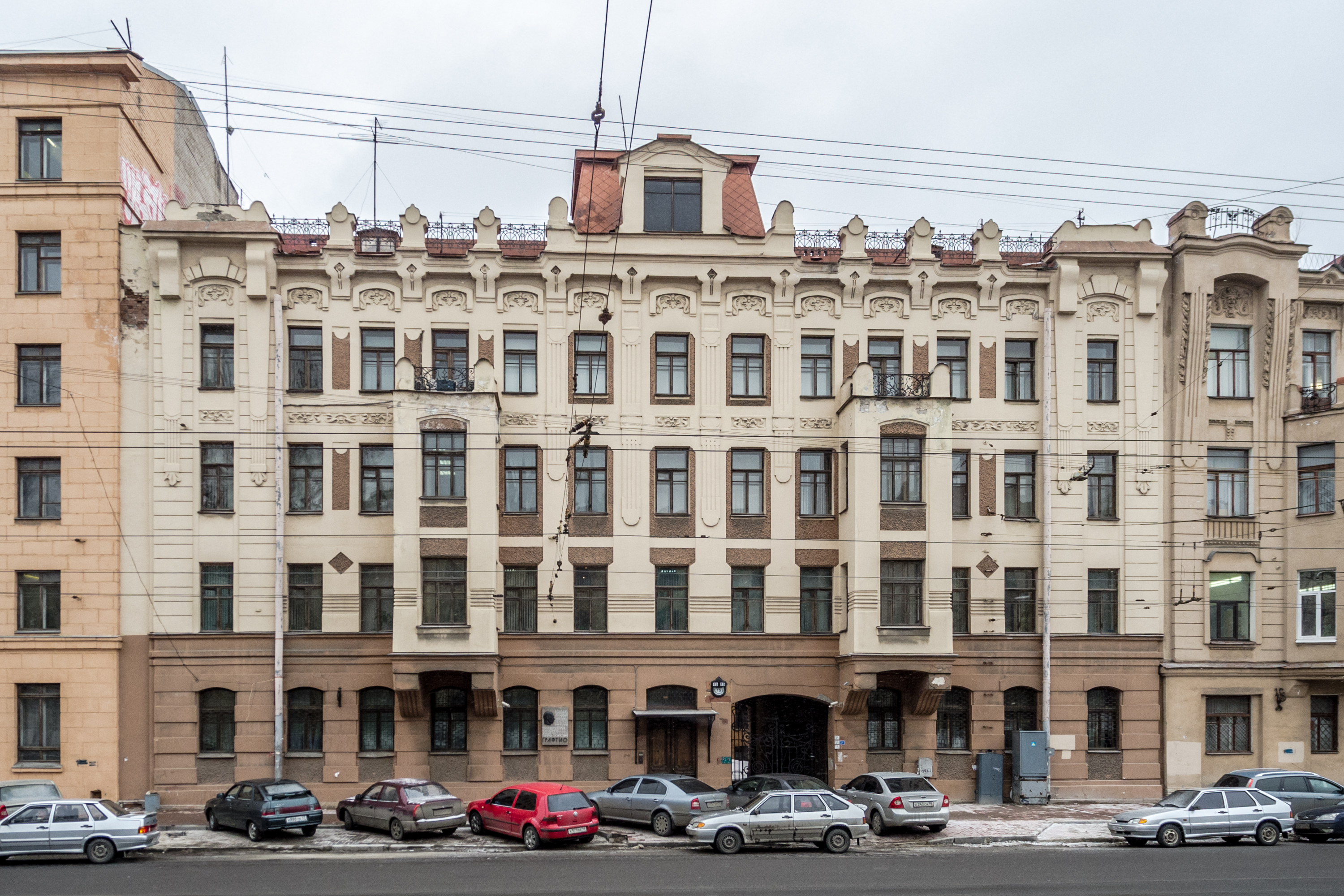
Проспект Добролюбова, дом 15

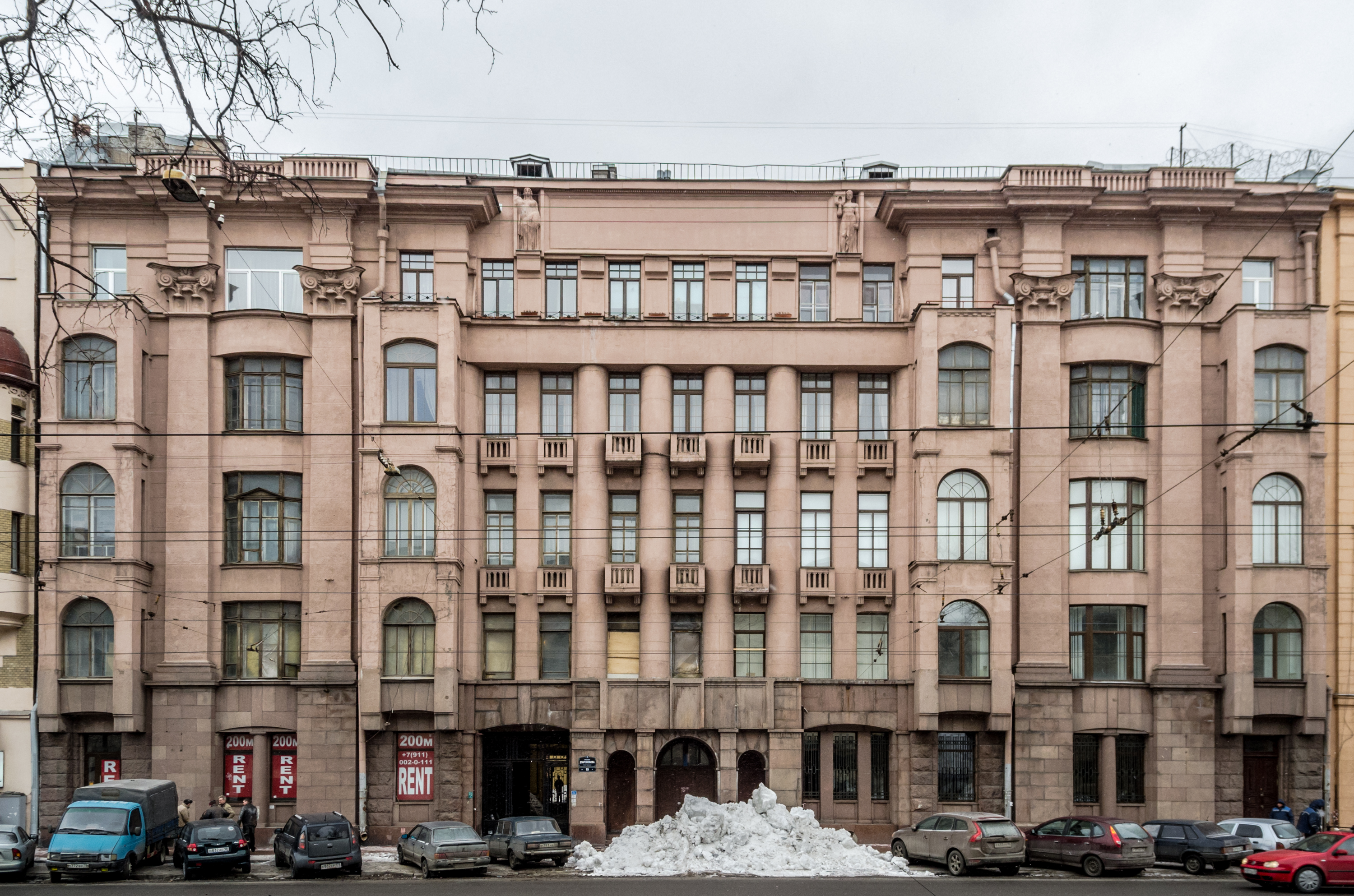
Проспект Добролюбова, дом 19

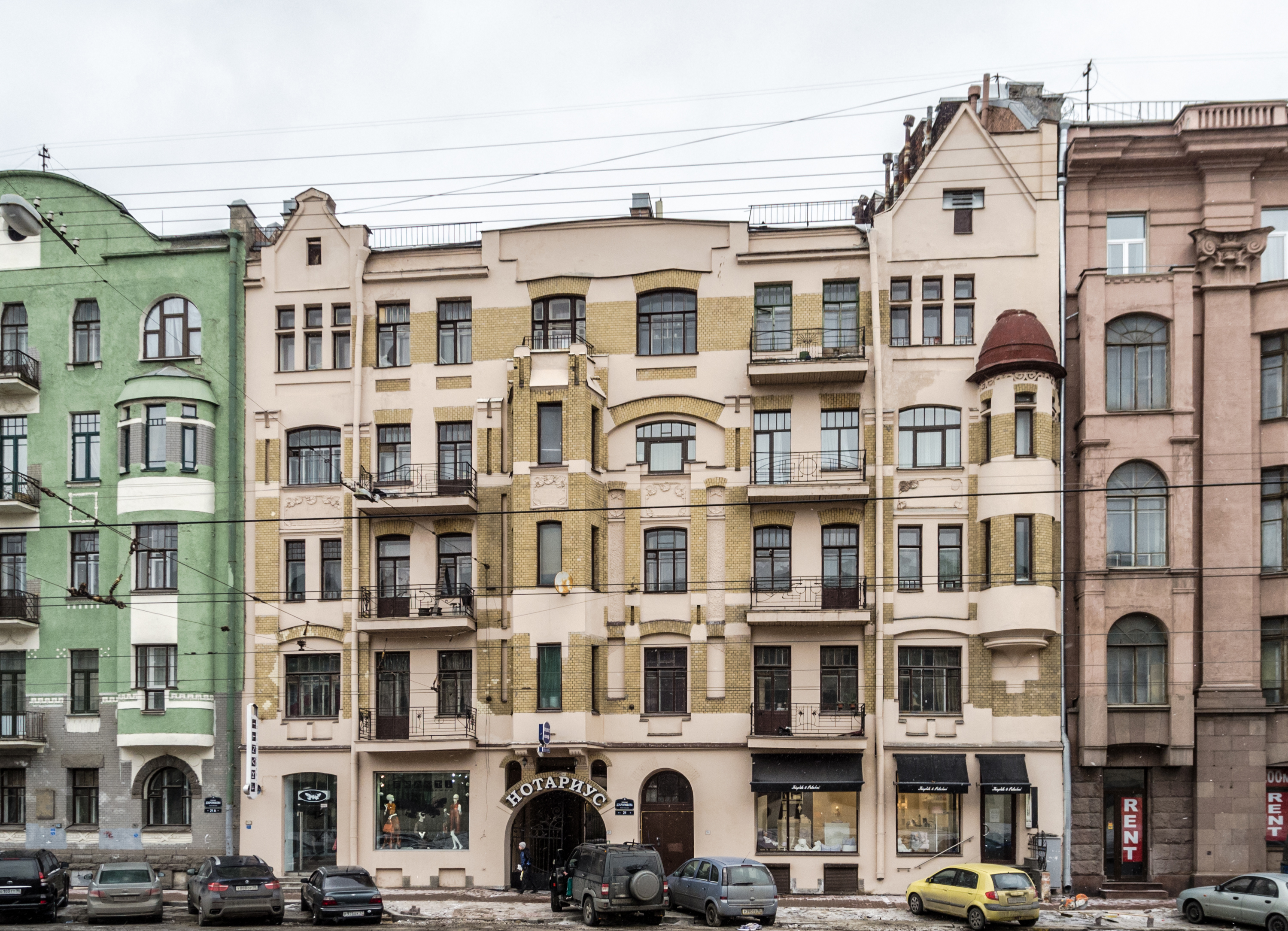
Проспект Добролюбова, дом 21

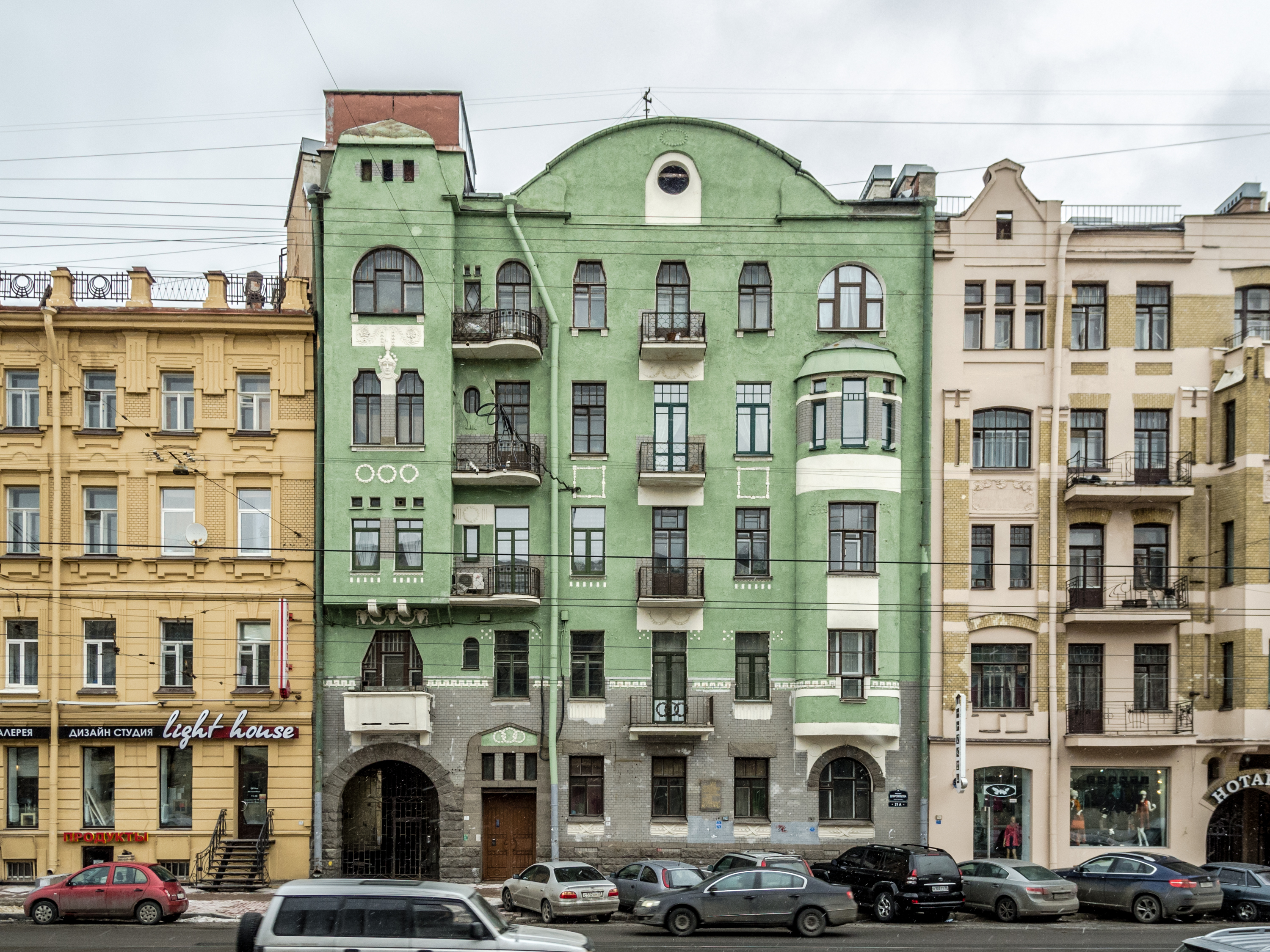
Проспект Добролюбова, дом 21A

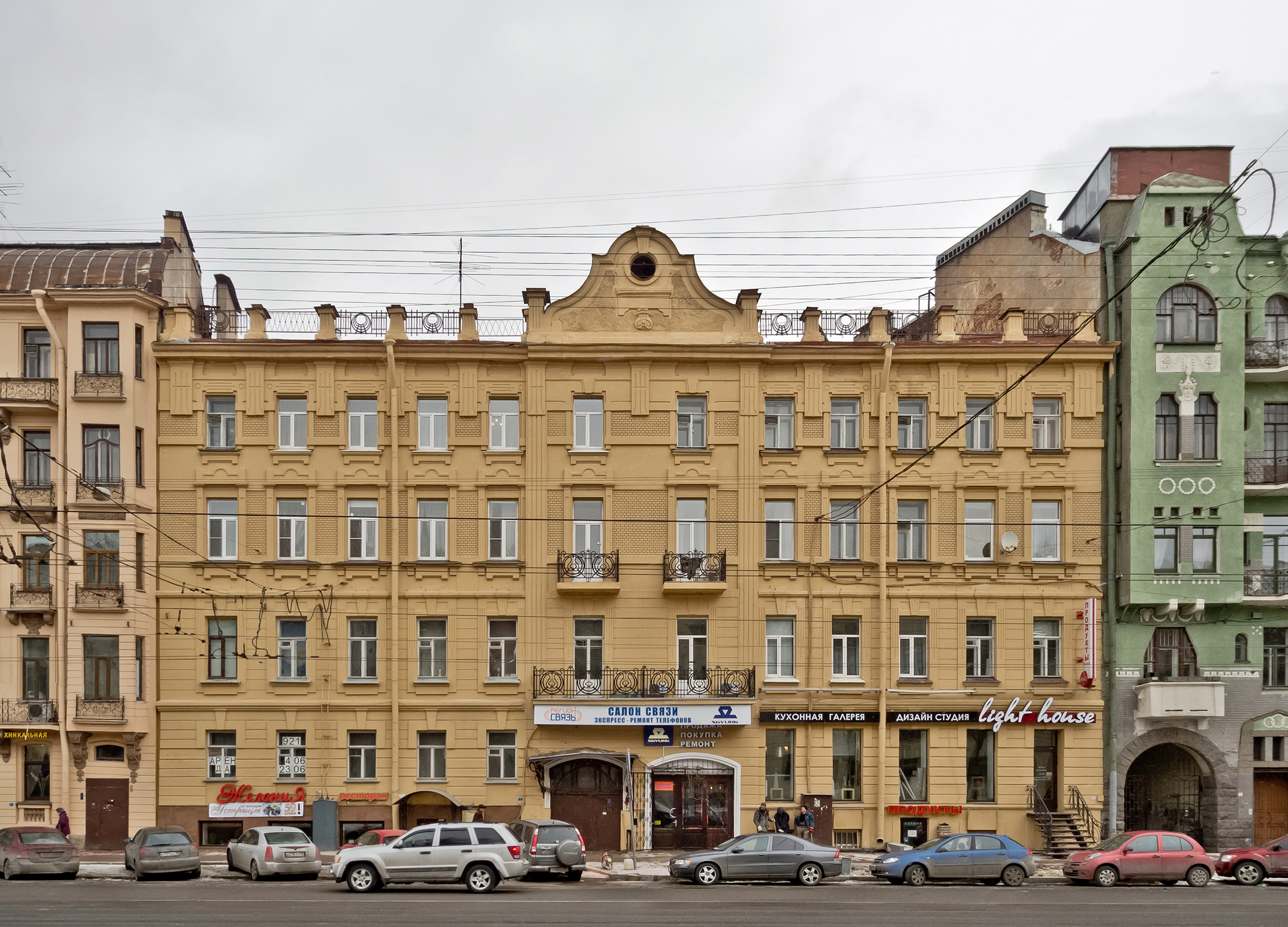
Проспект Добролюбова, дом 23

Проложен в 1860-х годах вдоль засыпанного участка реки Ждановки, и в период с 1871 по 1923 год наименовался Александровским проспектом, в честь Императора Александра II. 6 октября 1923 года проспект получил своё современное название в честь видного революционного деятеля, философа, поэта и литературного критика Николая Александровича Добролюбова (1836—1861).

## Здания и достопримечательности

### Характеристика застройки
Современный вид проспекта представлен строениями различных лет. В основной регулярной застройке превалируют здания, построенные в конце XIX — начале XX веков, архитектурного стиля модерна и эклектики. Также немалую часть проспекта составляют здания, построенные в советское время, как, например, здание бывшего завода имени Кулакова.

В последнее время сложилась тенденция сноса исторических зданий, или застройки лакун и скверов (см. уплотнительная застройка), и возведения на их месте торговых-, жилых- и бизнес-комплексов современного стиля. Примеры такого подхода к застройке центральных районов города присутствуют и на проспекте Добролюбова. Яркими иллюстрациями этому могут послужить бизнес-центр «Апполло» (см. ниже), бизнес-центр «Арена Холл» (проспект Добролюбова, дом 16). 

Доминанты проспекта — собор равноапостольного князя Владимира и Дворец спорта «Юбилейный» — также являются образчиками диаметрально-различающихся архитектурных стилей и эпох.

### Архитектурные доминанты проспекта Добролюбова
Собор равноапостольного князя Владимира

 Объект культурного наследия № 7810361000

Адрес: улица Блохина, дом 26. Год постройки: 1765—1789. Архитекторы Антонио Ринальди, И. Е. Старов. Архитектурный стиль: барокко. Собор является памятником архитектуры и объектом культурного наследия.

Дворец спорта «Юбилейный»

Адрес: проспект Добролюбова, дом 18. Год постройки: 1967. Архитекторы: Г. П. Морозов, И. П. Сусликов. Инженеры проекта: А. П. Морозов, Ю. А. Елисеев, О. А. Курбатов. Архитектурный стиль: современный.

### Дома на проспекте Добролюбова
Доходный дом и особняк И. Е. Ритинга 

Адрес: проспект Добролюбова, дом 1. Год постройки: 1899. Архитектор: Василий Шауб. Архитектурный стиль: модерн. Потомственный почётный гражданин И. Е. Ритинг управлял семейным стекольным производством. Завод, открытый ещё его дедом И. Ф. Ритингом с Спасском селе Петербургской губернии, производил химическую и аптечную посуду, с 1881 года продукция была удостоена звания поставщика Императорского двора.
Доходный дом С. Д. Катеринич 

Адрес: проспект Добролюбова, дом 3.
Годы постройки: 1904—1906.
Архитекторы: Л. А. Ильин, И. Л. Балбашевский.
Архитектурный стиль: модерн.
В квартире № 15 этого дома жил композитор Вячеслав Каратыгин, его гостями часто бывали оперный певец Фёдор Шаляпин и композитор Сергей Прокофьев. С марта 2023 года дом имеет статус объекта культурного наследия.
Доходные дома Ф. И. Кирикова

Адреса: проспект Добролюбова, дом 6; Зоологический переулок, дома 2—4; Мытнинская набережная, дом 5. Годы постройки: 1881—1883, 1910—1914. Архитекторы: И. Н. Иорс, И. И. Долгинов Архитектурный стиль: эклектика. Позже в этих зданиях располагались общежития № 18 и 19 СПбГУ, а затем дома были проданы.

Статус: полностью снесены в 2008 году. На месте доходных домов Кирикова строительной компанией «Возрождение Санкт-Петербурга» возведены современный жилой дом и отель.
Доходный дом 

Адрес: проспект Добролюбова, дом 7.
Год постройки: 1901. Архитектор: П. М. Мульханов. Архитектурный стиль: эклектика.
Доходный дом А. А. Шрётера 

Адрес: проспект Добролюбова, дом 8, Зоологический переулок, дом 1.
Годы постройки: 1902—1903.
Архитектор: М. И. Китнер. Архитектурный стиль: модерн. Первый из двух домов для этого же владельца был возведен В. А. Шрётером по соседству (Зоологический переулок, дом 3) в 1881—1882 годах.
Доходный дом В. П. Кондратьева 

Адрес: проспект Добролюбова, дом 9.
Годы постройки: 1905—1906.
Архитектор: В. П. Кондратьев. Архитектурный стиль: модерн.
Завод имени Кулакова (корпус) — Бизнес-центр «Добролюбов»

Адрес: проспект Добролюбова, дом 11. Год постройки: 1930. В 2001 году завершено переоборудование здания корпуса завода, названного в честь одного из участников революционного движения Алексея Афанасьевича Кулакова, под бизнес-центр..
Доходный дом / бизнес-центр «Апполло»

Адрес: проспект Добролюбова, дом 12. Год постройки: 1896. Архитектор: Ф. К. фон Пирвиц. Архитектурный стиль: эклектика.

Статус: снесён в 2005 году. На этом месте, на территории объединённой охранной зоны, построен бизнес-центр «Апполло».
Доходный дом 

Адрес: проспект Добролюбова, дом 13.
Год постройки: 1902. Архитектор: К. В. Бальди. Архитектурный стиль: модерн.
ГИПХ — РНЦ «Прикладная химия» / «Судебный квартал»

Комплекс зданий «Российского научного центра „Прикладная химия“». Адрес: проспект Добролюбова, дом 14.

Центр основан в 1919 году. Корпуса научного центра построены на месте бывших винных складов. В 1924 году РИПХ был переименован в Государственный институт прикладной химии (ГИПХ). В 1992 году центру вернули прежнее название.

В 2012 году все здания центра «Прикладная химия» были снесены. В дальнейшем на этом участке планируется возвести многофункциональный комплекс — так называемый «Судебный квартал», включающий в себя здания суда и судебного департамента, служебную гостиницу, жилые дома, а также театр танцев Бориса Эйфмана. Ранее на этом месте планировался к возведению комплекс элитных домов и торгово-развлекательных площадок под названием «Набережная Европы».

См. также: ГИПХ (Капитолово)

См. также: Российский научный центр «Прикладная химия»
Доходный дом А. В. Макаровой

 Объект культурного наследия № 7802693000

Адрес: проспект Добролюбова, дом 15. Годы постройки: 1901—1902. Архитектор: К. В. Бальди. Архитектурный стиль: модерн.

С 1914 по 1949 годы в доме проживал инженер-гидротехник и электротехник Г. О. Графтио.
Дом акционерного общества «Строитель»

Адрес: проспект Добролюбова, дом 19. Год постройки: 1915. Архитектор: Я. Г. Гевирц. Архитектурный стиль: неоклассицизм.

В 2008 году силами и средствами жильцов были полностью отреставрированы исторические интерьеры парадной лестницы дома.
Доходный дом Е. И. Глотовой

Адрес: проспект Добролюбова, дом 21. Год постройки: 1905. Архитектор: Н. Я. Порубиновский. Архитектурный стиль: модерн.
Дом М. К. Чаплиц

Адрес: проспект Добролюбова, дом 21А. Год постройки: 1905. Архитектор: Н. Я. Порубиновский. Архитектурный стиль: модерн.

В доме проживал электротехник, академик АН СССР М. П. Костенко (1889—1976).
Особняк Д. Е. Кобызева / Доходный дом Г. М. Пека 

Адрес: проспект Добролюбова, дом 23.
Годы постройки: 1875, 1902.
Архитекторы: в начале, в 1875 году, был построен дом по проекту К. Т. Соловьёва. В 1902 году старое строение было включено в новый проект В. Д. Николя.
Доходный дом 

Адрес: проспект Добролюбова, дом 25.
Год постройки: 1902. Архитектор: М. Ф. Ланге. Архитектурный стиль: эклектика.

## Инфраструктура

### Учебные заведения
- ГДОУ детский сад № 47: проспект Добролюбова, дом 2[14].
- ОУ средняя еврейская школа № 224. Адрес: проспект Добролюбова, дом 13[15].

### Торгово-бытовые центры
Проспект Добролюбова, дом 5:
- фирменный магазин «Adidas»
- продовольственный магазин
- кафе-бар «Питер»

Торговый центр «Артём»

Проспект Добролюбова, дом 20, корпус 1. В 2014 году здание было включено в опубликованный правительством города «Список диссонирующих объектов», которые нарушают единство и гармонию архитектурного облика города
- Универсам «Патэрсон»
- Магазин бытовой техники «ПРОСТО»

### Транспорт
- Станция «Спортивная»
- Трамвай: 6, 40
- Троллейбус: № 1, 7, 9, 31
- Автобус: № 1, 10, 128, 191